# Biohydrometalurgia
Biohydrometalurgia – dział chemii bionieorganicznej oraz hydrometalurgii.
Nauka ta zajmuje się zastosowaniem mikroorganizmów w syntezie nanocząstek metali oraz zastosowaniem mikroorganizmów w procesach hydrometalurgicznych (np. wytrącanie metali z roztworu).